# Mírové plány navržené před a během bosenské války
Před a během bosenské války byly diplomaty Evropského společenství (ES) a Organizace spojených národů (OSN), než byl konflikt urovnán Daytonskou dohodou v roce 1995, navrženy čtyři hlavní mezinárodní mírové plány.

## Pozadí
Válka v Bosně a Hercegovině, která trvala od roku 1992 do roku 1995, byla vedena mezi třemi hlavními etniky Bosňáky, Chorvaty a Srby. Zatímco bosňácká pluralita usilovala o národní stát napříč všemi etnickými liniemi, Chorvati vytvořili autonomní společenství, které fungovalo nezávisle na centrální bosenské vládě, a Srbové vyhlásili nezávislost pro východní a severní regiony regionu relevantní pro srbskou populaci. Všechny mírové plány byly navrženy s ohledem na zachování Bosny a Hercegoviny jako suverénního státu v celé její územní celistvosti (jako tomu bylo v Jugoslávii jako SR Bosna a Hercegovina) a bez nerovnováhy větší decentralizace a autonomie udělené jakékoli komunitě nebo regionu.

## Carrington-Cutileirův plán

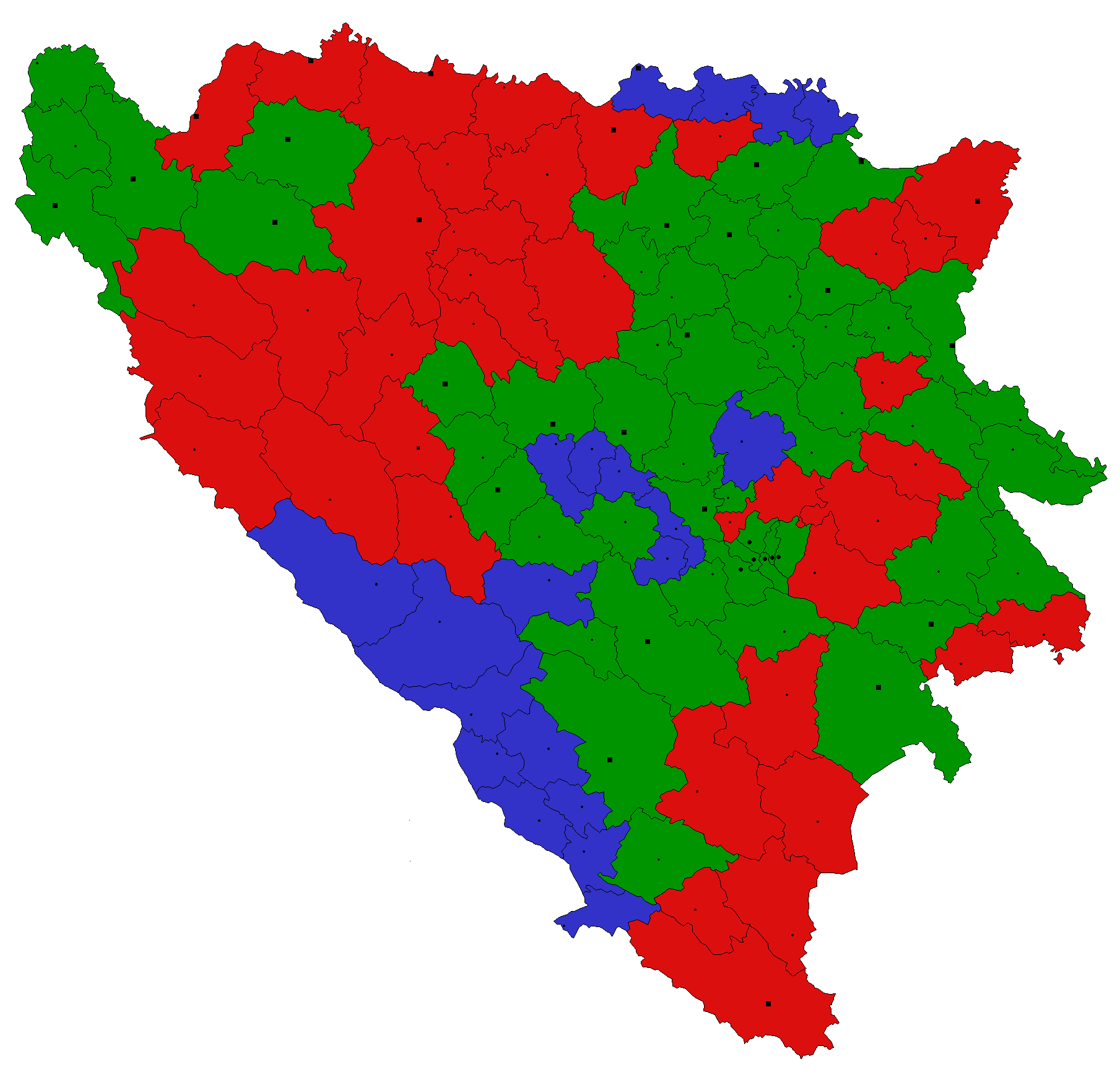
Carrington-Cutileirův plán (zelená: bosňácké kantony, červená: srbské kantony, modrá: chorvatské kantony)

Původní Carrington-Cutileirův mírový plán, pojmenovaný po jeho autorech (Lordu Carringtonovi a portugalském velvyslanci José Cutileirovi), vzešel z mírové konference ES konané v únoru 1992 ve snaze zabránit sklouznutí Bosny a Hercegoviny do války. Byla také označována jako Lisabonská dohoda (srbochorvatsky Lisabonski sporazum). Navrhovala etnické sdílení moci na všech administrativních úrovních a převedení ústřední vlády na místní etnické komunity. Všechny okresy Bosny a Hercegoviny by však podle plánu byly klasifikovány jako bosenské, srbské nebo chorvatské, a to i tam, kde nebyla evidentní žádná etnická většina. V pozdějších jednáních došlo ke kompromisům o změně hranic okresů. 3. března 1992 byla Bosna a Hercegovina prohlášena za nezávislou po referendu, které se konalo o trochu dříve, 29. února a 1. března.
11. března 1992 Shromáždění srbského lidu Republiky srbské (samozvaný parlament bosenských Srbů) jednomyslně odmítlo původní mírový plán a předložilo vlastní mapu, která si nárokovala téměř dvě třetiny území Bosny s řadou etnicky rozdělených měst a izolovaných enkláv. Chorvatům a Bosňákům by zůstal nesourodý pás země ve středu republiky. Tento plán byl Cutileirem zamítnut. Předložil však revidovaný návrh originálu, který uváděl, že tři základní jednotky budou „založeny na národních principech a budou brát v úvahu ekonomická, geografická a další kritéria.“
18. března 1992 podepsaly všechny tři strany dohodu; Alija Izetbegović za Bosňáky, Radovan Karadžić za bosenské Srby a Mate Boban za bosenské Chorvaty. Podle plánu měla být každá ze 109 občin rozdělena mezi tři etnické strany. Přidělování obcí vycházelo převážně z výsledků sčítání lidu v roce 1991, které bylo ukončeno rok před podpisem smlouvy. Dohoda stanovila, že bosenský a srbský kanton by každý pokrýval 44 % území země a chorvatský kanton pokrýval zbývajících 12 %.
28. března 1992, po schůzce s americkým velvyslancem v Jugoslávii Warrenem Zimmermannem v Sarajevu, Izetbegović svůj podpis stáhl a prohlásil svůj nesouhlas s jakýmkoli rozdělením Bosny. Co bylo řečeno a kým, zůstává nejasné. Zimmermann popřel, že by Izetbegovićovi řekl, že pokud svůj podpis stáhne, Spojené státy uznají Bosnu za nezávislý stát. Nesporné je, že ve stejný den Izetbegović stáhl svůj podpis a vzdal se dohody.

## Vance–Owenův mírový plán

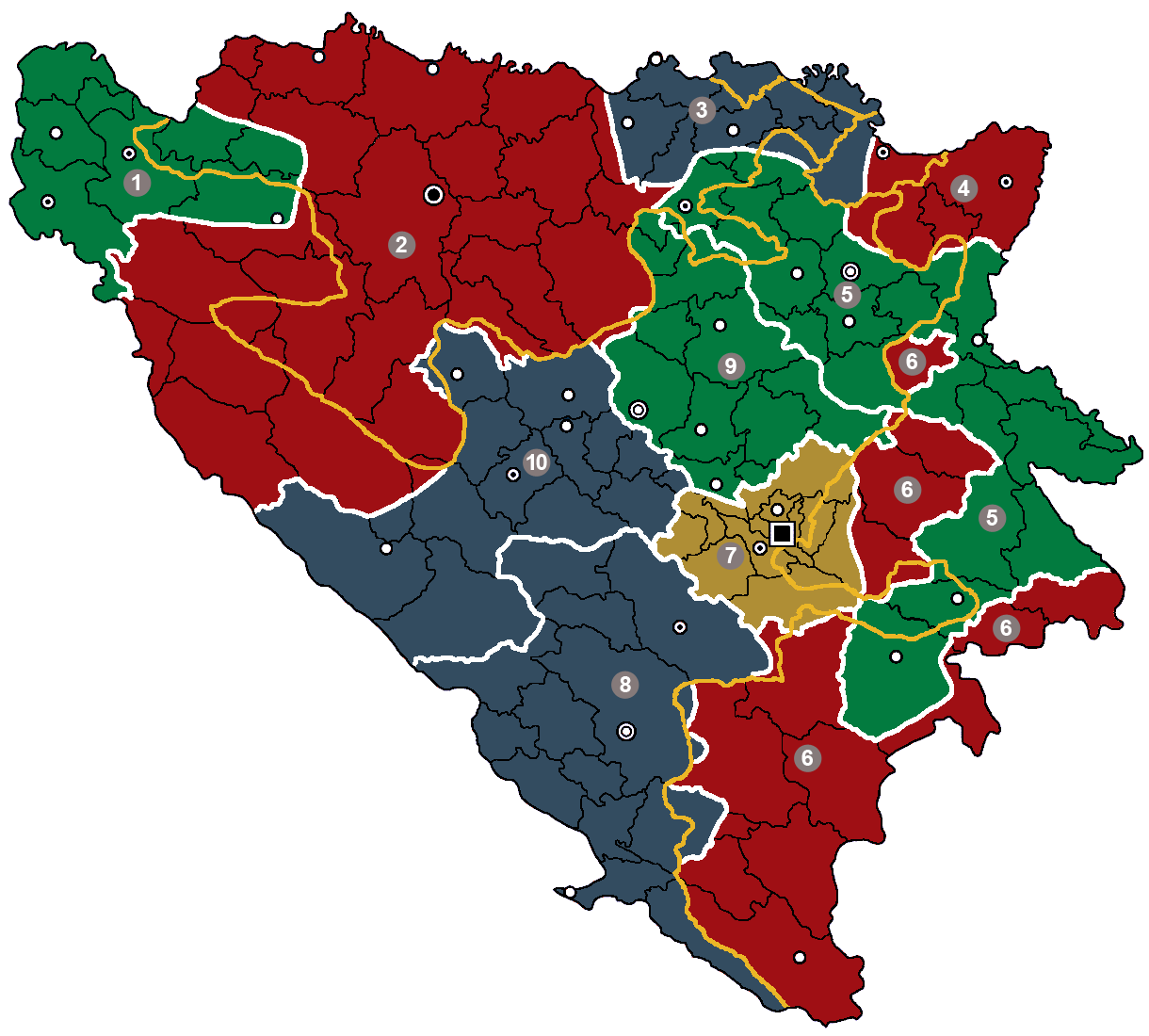
First version of the Vance-Owen plan, which would have established 10 provinces
Bosňácká provincie
Chorvatská provincie
Srbská provincie
Distrikt Sarajevo
Hranice dané Daytonskou dohodu

Začátkem ledna 1993 začali zvláštní vyslanec OSN Cyrus Vance a zástupce EK Lord Owen vyjednávat mírový návrh s vůdci bosenských válčících frakcí. Návrh, který se stal známým jako „Vance-Owenův mírový plán“, zahrnoval rozdělení Bosny na deset poloautonomních oblastí a získal podporu OSN. Prezident Republiky srbské Radovan Karadžić plán podepsal 30. dubna. Ten byl však dne 6. května zamítnut Národním shromážděním Republiky srbské a následně se odvolal na referendum. Plán odmítlo 96 % voličů, ačkoli zprostředkovatelé označovali referendum jako „podvod“. 18. června lord Owen prohlásil, že plán je „mrtvý“.
Vzhledem k tempu, jakým došlo k územnímu rozdělení, fragmentaci a etnickým čistkám, byl plán v době, kdy byl oznámen, již zastaralý. Stal se posledním návrhem, který se snažil zachránit smíšenou, sjednocenou Bosnu a Hercegovinu; následné návrhy buď znovu prosadily, nebo obsahovaly prvky rozdělení Bosny a Hercegoviny.
1. dubna oznámil Cyrus Vance svou rezignaci na funkci zvláštního vyslance generálního tajemníka OSN. K 1. květnu ho nahradil norský ministr zahraničí Thorvald Stoltenberg.
Vance-Owenův plán byl hrubě načrtnutou mapou, nestanovil definitivní obrys 10 kantonů a závisel na konečných jednáních mezi těmito třemi etnickými skupinami.

## Owen–Stoltenbergův plán

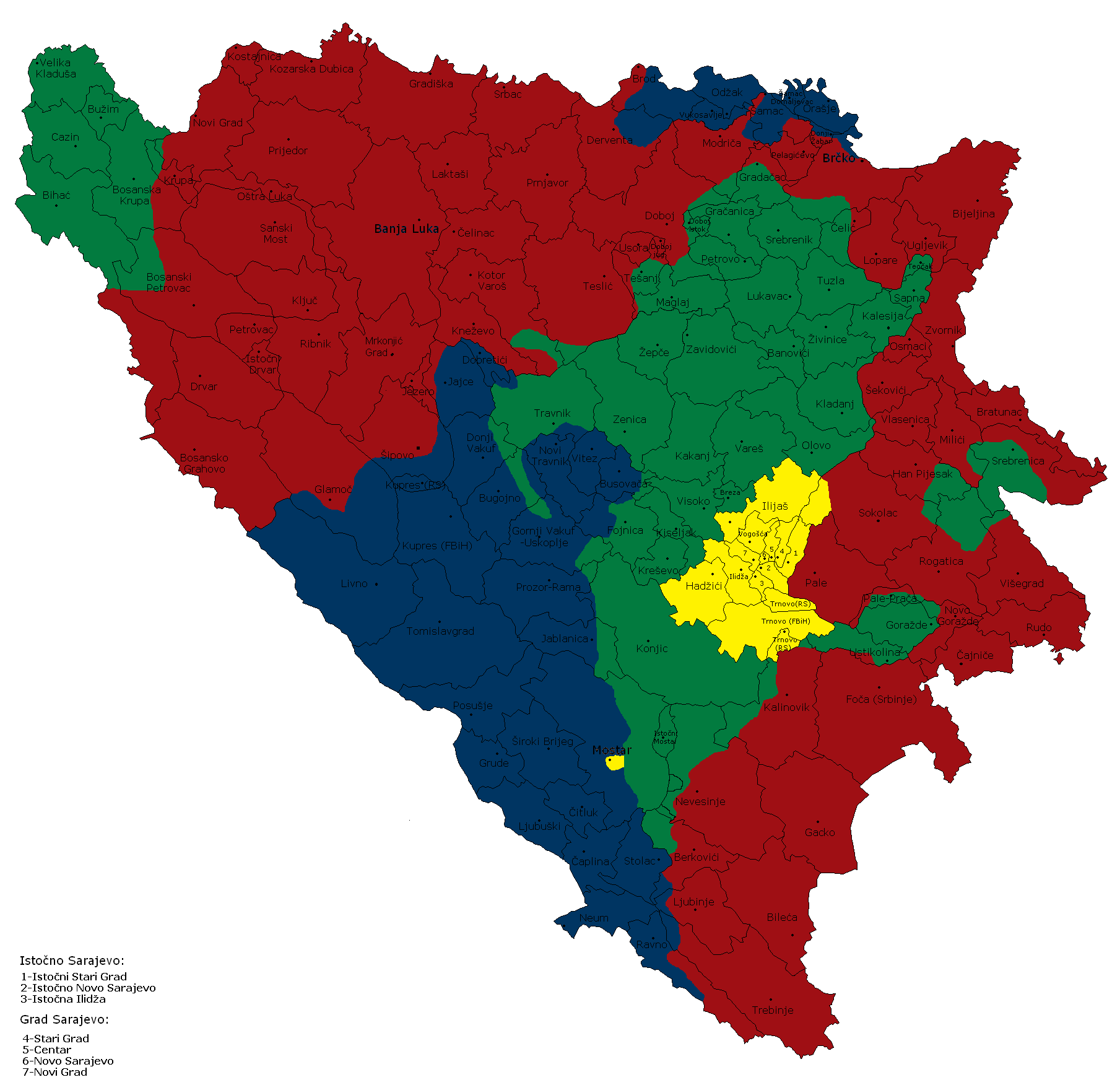
Owen–Stoltenbergův plán

Koncem července vstoupili zástupci tří bojujících frakcí Bosny a Hercegoviny do nového kola jednání. 20. srpna zprostředkovatelé OSN Thorvald Stoltenberg a David Owen odhalili mapu, která by Bosnu rozdělila do unie tří etnických republik, ve které by bosenskosrbské síly získaly 53 procent území Bosny a Hercegoviny, muslimům by bylo přiděleno 30 procent a 7 procent by připadlo bosenským Chorvatům. 28. srpna byla v souladu s Owen-Stoltenbergovým mírovým návrhem v Grude vyhlášena Chorvatská republika Herceg-Bosna jako „republika Chorvatů v Bosně a Hercegovině“. 29. srpna 1993 bosenská strana plán odmítla.

## Plán kontaktní skupiny
Mezi únorem a říjnem 1994 dosáhla Kontaktní skupina (USA, Rusko, Francie, Spojené království a Německo) neustálý pokrok směrem k vyjednanému urovnání konfliktu v Bosně a Hercegovině. Toto bylo známé jako plán kontaktní skupiny a na bosenské Srby byl vyvíjen silný tlak, aby tento plán přijali, když Svazová republika Jugoslávie uvalila embargo na řeku Drinu. To bylo také odmítnuto v referendu konaném dne 28. srpna 1994.
Během tohoto období skončila válka mezi Chorvaty a Bosňáky, protože v březnu 1994 obě frakce urovnaly své neshody ve Washingtonské dohodě podepsané ve Washingtonu, D.C. a ve Vídni.

## Další plány
Objevily se také návrhy Bosňáků, Chorvatů a Srbů na reorganizaci Bosny.
- Jak etnické napětí rostlo, 25. června 1991 byl oznámen jeden z prvních muslimských návrhů. Ten požadoval zřízení tří entit (muslimské, srbské a chorvatské), z nichž každá se skládá ze dvou nebo tří nesousedících území.
- Další společný návrh bosenské Strany demokratické akce (SDA) a Chorvatského demokratického společenství (HDZ BiH) byl oznámen v srpnu 1992. Požadoval zřízení 12 kantonů Bosny a Hercegoviny s autonomními právy.

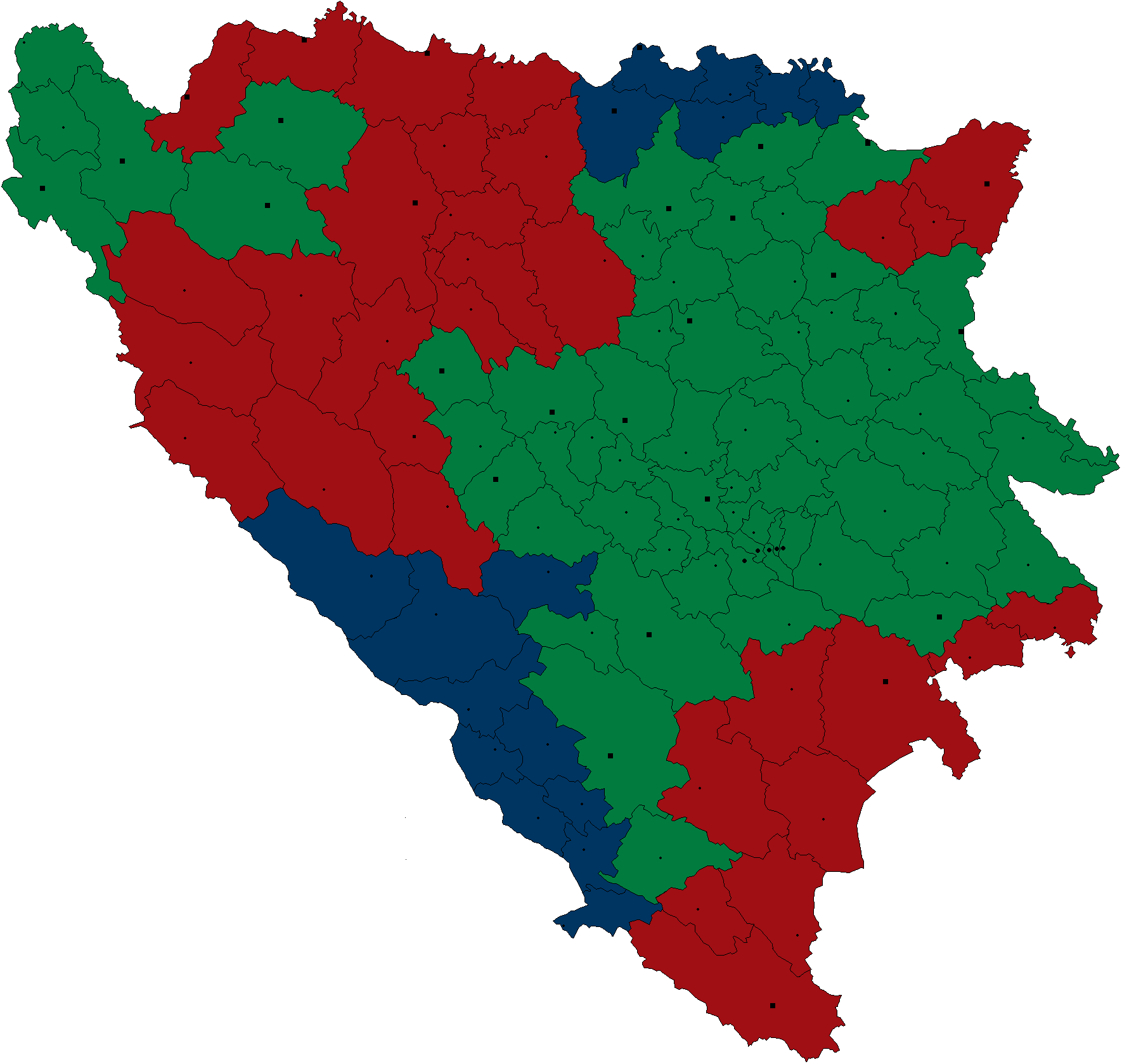
Mapa prvního bosňáckého návrhu na federalizaci Bosny a Hercegoviny z 25. června 1991.
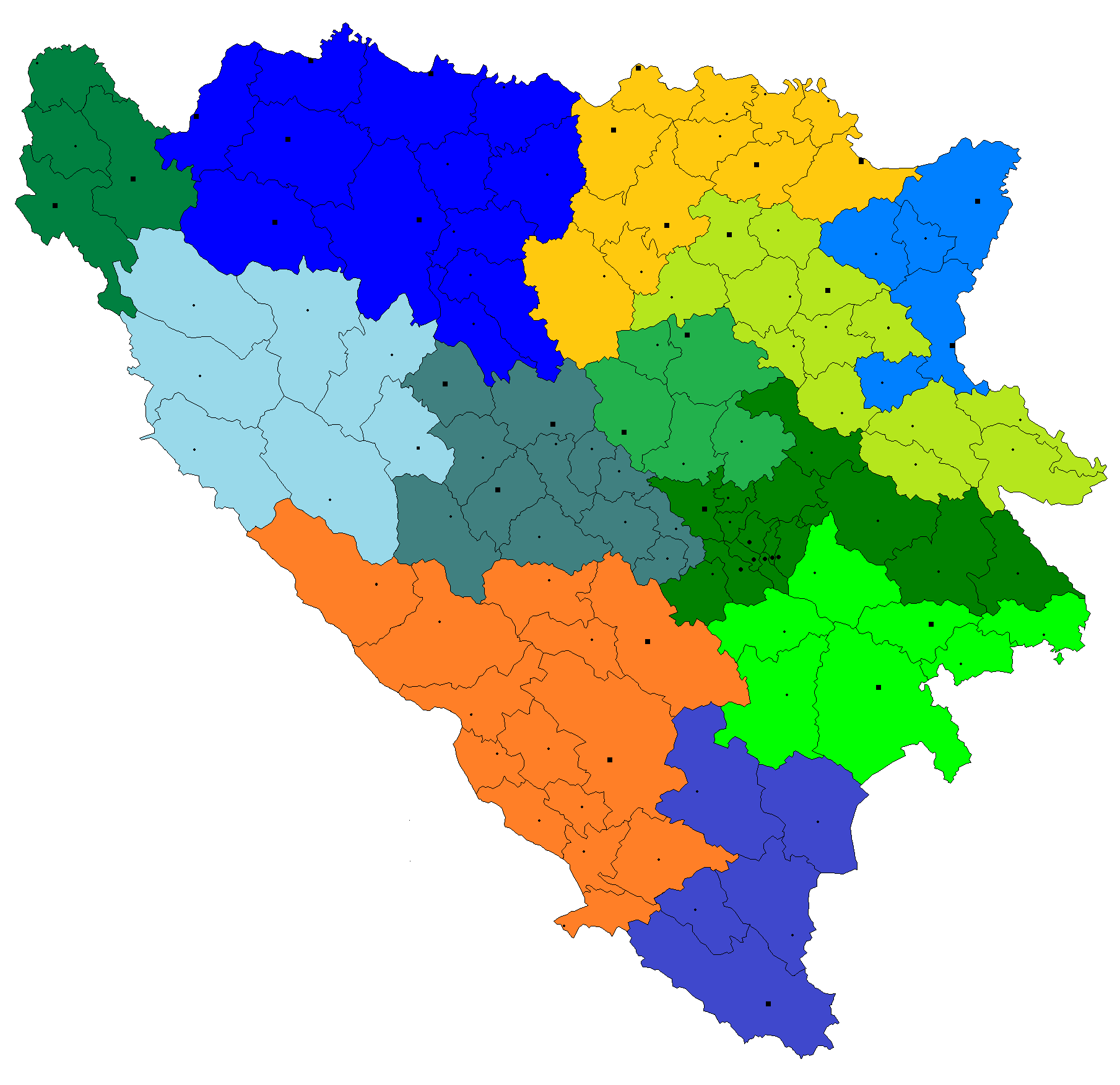
Společný návrh 12 kantonů SDA a HDZ BiH ze srpna 1992.